# Шуманайський район
Шуманайський район (кар. Shomanay rayoniʻ; узб. Шуманай тумани, Shumanay tumani) — район в Узбекистані, Республіка Каракалпакстан. Розташований у центральній частині республіки. Центр — місто Шуманай.
Межує на півночі з Кунградським, на сході з Канликульським і Ходжейлійським районами Каракалпакстану, на півдні та заході з Туркменістаном.
Через район протікають канали Шуманай, Кендикозек, Карабайлі, Шумак та ін.
Через район проходить автошлях Шуманай — ст. Шуманай — Ходжейлі.
Населення району 36 330 мешканців (перепис 1989), у тому числі міське — 10 513 мешканців, сільське — 25 817 мешканців.
Станом на 1 січня 2011 року до складу району входили 1 місто (Шуманай) і 7 сільських сходів громадян.
Сільські сходи громадян:
- Акжап
- Беґжап
- Бірлешик
- Дійханабад
- Кетенлер
- Мамий
- Сарманбайкол

Сільський схід Беґжап переданий від Ходжейлійського району 18 листопада 2010 року.